# Хенриета Каролина Луиза фон Липе-Вайсенфелд
Хенриета Каролина Луиза фон Липе-Вайсенфелд (на немски: Henriette Caroline Louise zur Lippe-Weißenfeld; * 7 февруари 1753, Вайсенфелд, Бавария; † 27 юли 1795, Клайнвелка, днес в Бауцен, Саксония) от линията Липе-Бистерфелд на фамилията Липе, е графиня от Липе-Вайсенфелд и чрез женитба принцеса на Анхалт-Десау (1774 – 1778).

## Биография
Тя е най-малката дъщеря, осмото дете, на граф Фердинанд Йохан Лудвиг фон Липе-Вайсенфелд (1709 – 1787) и съпругата му графиня Ернестина Хенриета фон Золмс-Барут (1712 – 1769), дъщеря на граф Йохан Кристиан I фон Золмс-Барут (1670 – 1726) и графиня Хелена Констанция фон Донерсмарк (1677 – 1753). Нейните братя са Фридрих Йохан Лудвиг (1737 – 1791) и Карл Кристиан (1740 – 1808).
Хенриета Каролина Луиза се омъжва на 25 октомври 1774 г. в Реда за принц Алберт Фридрих фон Анхалт-Десау (* 22 април 1750; † 31 октомври 1811), третият син, най-малкото дете, на княз Леополд II Максимилиан фон Анхалт-Десау (1700 – 1751) и принцеса Гизела Агнес фон Анхалт-Кьотен (1722 – 1751). Алберт и Хенриета се развеждат през август 1778 г. Те нямат деца.
Хенриета Каролина Луиза фон Липе-Вайсенфелд умира на 42 години на 27 юли 1795 г. в манастир Клайнвелка, днес в Бауцен в Саксония, и е погребана там. Там умира и сестра ѝ Луиза Констанца (1739 – 1812).